# Gerald Campion
Gerald Campion (ur. 23 kwietnia 1921, zm. 9 lipca 2002) – angielski aktor najbardziej znany ze swoich ról jako Billy Bunter w telewizyjnej adaptacji książek Franka Richardsa w latach 50. XX wieku.
Ojcem Geralda był scenarzysta Cyril Campion. Gerald wystąpił w licznych filmach i programach telewizyjnych (głównie komediowych), jednak rola Buntera okazała się jego największym sukcesem.
Po rzuceniu aktorstwa prowadził restaurację.